# Diane Delano
Diane Delano (Los Angeles, 29 januari 1957 – aldaar, 13 december 2024) was een Amerikaans actrice.
Ze dankt haar bekendheid aan karakterrollen als bijvoorbeeld Barbara Semanski in de serie Northern Exposure, de FBI-agente Hilda in de soapserie Days of our Lives en Big Barda in Batman: The Brave and the Bold.
Delano overleed op 13 december op 67-jarige leeftijd.

## Filmografie
| Jaar | Titel                            | Rol                       |
| ---- | -------------------------------- | ------------------------- |
| 1983 | Heart Like a Wheel               | Shirley's zus             |
| 1986 | Ratboy                           | Aurora                    |
| 1988 | Miracle Mile                     | stewardess                |
| 1992 | Sleepwalkers                     | politieagent              |
| 1994 | The River Wild                   | boswachter                |
| 1998 | The Thin Pink Line               | sergeant Dot Jenkins      |
| 2000 | Highway 395                      | Violet                    |
| 2001 | The Theory of the Leisure Class  | paranormaal genezer       |
| 2002 | Out of These Rooms               | Claudette                 |
| 2003 | A Mighty Wind                    | heks                      |
| 2003 | Jeepers Creepers 2               | buschauffeur Betty Borman |
| 2004 | The Ladykillers                  | bergmeisje                |
| 2006 | Midnight Clear                   | Trudy                     |
| 2006 | The Wicker Man                   | Sister Beech              |
| 2006 | Surf School                      | Tillie                    |
| 2007 | Choose Connor                    | Lara Connor               |
| 2012 | Dark Star Hollow (voorproductie) | boswachter                |

| Jaar      | Titel                            | Rol                         | Opmerking                                                           |
| --------- | -------------------------------- | --------------------------- | ------------------------------------------------------------------- |
| 1983      | St. Elsewhere                    | verpleegster                | episode: The Count                                                  |
| 1986      | Stark: Mirror Image              | Simone Lubchansky           | televisiefilm                                                       |
| 1987      | Scarecrow and Mrs. King          | huismeid                    | episode: All That Glitters                                          |
| 1987      | L.A. Law                         | Rhonda Vasek                | 6 episodes                                                          |
| 1988      | Growing Pains                    | Sonya Olsen                 | episode: Fool for Love                                              |
| 1988      | Hunter                           | chauffeur van de vluchtauto | episode: Honorable Profession                                       |
| 1989      | Perfect Strangers                | Flame                       | episode: That Old Gang of Mine                                      |
| 1989      | Falcon Crest                     | Deputy Marcia Moore         | episode: Missing Links                                              |
| 1989      | Matlock                          | de clown Dodo               | episode: The Clown                                                  |
| 1989      | Major Dad                        | Marty                       | episode: Jane Wayne Day                                             |
| 1989      | thirtysomething                  | Isabel                      | episode: New Baby                                                   |
| 1989      | Doogie Howser, M.D.              | Miss McCormick              | episode: Every Dog as His Doogie                                    |
| 1990      | The Great American Sex Scandal   |                             | televisiefilm                                                       |
| 1990      | Who's the Boss?                  | Bev                         | episode: Micelli's Marauders                                        |
| 1990      | Cop Rock                         | Politieagent                | episode: Marital Blitz                                              |
| 1991      | Quantum Leap                     | prostituee                  | episode: Southern Comforts                                          |
| 1991      | Acting Sheriff                   | Deputy Judith Mahoney       | tv-pilot                                                            |
| 1991-1995 | Northern Exposure                | Barbara Semanski            | 12 episodes                                                         |
| 1992      | Rachel Gunn, R.N.                | sheriff                     | episode: The Pet Peeve                                              |
| 1992      | Married... with Children         | Gladys                      | episode: Al on the Rocks                                            |
| 1992      | Wild Card                        |                             | televisiefilm                                                       |
| 1993      | Bakersfield P.D.                 | Jessie Preston              | episode: The Snake Charmer                                          |
| 1993      | Hearts Afire                     | Doris                       | episode: Moonlighting                                               |
| 1994      | Coach                            | Betsy                       | episode: Jailbirds                                                  |
| 1994      | Step by Step                     | politieagent                | episode: Something Wild                                             |
| 1995      | Platypus Man                     | Bernice                     | episode: The Crush                                                  |
| 1995      | Pig Sty                          | Freddi                      | episode: Nightmare in 15C                                           |
| 1995      | Unhappily Ever After             | Vic                         | episode: Rocky VI                                                   |
| 1995      | Misery Loves Company             | Melanie                     | episode: Uneasy Rider                                               |
| 1996      | Aaahh!!! Real Monsters           | Cindy (stem)                | episode: Monster Blues                                              |
| 1996      | Renegade                         | rechter Crescia             | episode: Stationary Target                                          |
| 1996      | Step by Step                     | politieagente               | episode: Torn Between Two Mothers                                   |
| 1997      | Goode Behavior                   | Debbie Caruthers            | episode: The Goode, the Bad, and the Willie                         |
| 1997      | The Single Guy                   | Pit Boss                    | episode: Vegas Finale                                               |
| 1997      | Meego                            | Judith                      | episode: Fatal Attraction                                           |
| 1997      | Ratjetoe                         | Naomi (stem)                | episode: Crime and Punishment/Baby Maybe                            |
| 1997      | ER                               | Delores                     | episode: Fortune's Fools                                            |
| 1998      | Addams Family Reunion            | Delores Adams               | video                                                               |
| 1998      | The Eddie Files                  | Betty Lou                   | episode: Ratios: The Lonesome Pine                                  |
| 1998      | The New Addams Family            | Ginger                      | episode: Uncle Fester's Toupee                                      |
| 1998      | Superman: The Animated Series    | Stompa (stem)               | episode: Little Girl Lost: Part 1 episode: Little Girl Lost: Part 2 |
| 1999      | Dharma & Greg                    | Lina                        | episode: Dharma and the Horse She Rode in On                        |
| 1999      | 3rd Rock from the Sun            | Lorraine                    | episode: Paranoid Dick                                              |
| 1999      | Silk Hope                        | Linda                       | televisiefilm                                                       |
| 1999      | 100 Deeds for Eddie McDowd       | Brenda May                  | episode: All Howls Eve                                              |
| 1999      | Saved by the Bell: The New Class | Barry                       | episode: The Captain and Maria episode: Don't Follow the Leader     |
| 1999-2001 | Popular                          | Roberta 'Bobbi' Glass       | 36 episodes                                                         |
| 2000      | Superman: The Animated Series    | Stompa (stem)               | episode: Legacy: Part 1 episode: Legacy: Part II                    |
| 2000      | Providence                       | B.J. Maximus                | episode: The Good Doctor                                            |
| 2000      | The Michael Richards Show        | Security Guard              | episode: The Consultant                                             |
| 2001      | De Boze Bevers                   | Announcer / Narxa (stem)    | episode: All in the Colony/Line Duncing                             |
| 2001      | The Ellen Show                   | Bunny Hopstetter            | 6 episodes                                                          |
| 2002      | St. Sass                         | Ms. Fester                  | televisiefilm                                                       |
| 2002      | The Brothers García              | lang meisje                 | episode: School Daze                                                |
| 2002      | The Division                     | Patti                       | episode: Brave New World                                            |
| 2002      | ER                               | Stella Willis               | 4 episodes                                                          |
| 2002      | One on One                       | Esther Justice              | episode: Give Me Some Credit                                        |
| 2002      | Robbery Homicide Division        | Nicole                      | episode: Had                                                        |
| 2003      | A Painted House                  | Mrs. Spruill                | televisiefilm                                                       |
| 2004      | Six Feet Under                   | Teri                        | episode: Terror Starts at Home                                      |
| 2004      | Joan of Arcadia                  | coach Carol Keady           | 4 episodes                                                          |
| 2005      | Quintuplets                      | Carmen                      | episode: The Coconut Kapow                                          |
| 2005      | Monk                             | de trucker Krystal          | episode: Mr. Monk Gets Stuck in Traffic                             |
| 2005      | American Dragon: Jake Long       | Ophelia Ogelvy (stem)       | episode: Fu Dog Takes a Walk                                        |
| 2005      | Zoey 101                         | Nurse Krutcher              | episode: The Play                                                   |
| 2006      | Zoey 101                         | Nurse Krutcher              | episode: Girls Will Be Boys                                         |
| 2005      | Death to the Supermodels         | Merle                       | video                                                               |
| 2006      | Teen Titans                      | Pantha (stem)               | episode: Calling All Titans episode: Titans Together                |
| 2006      | Desperate Housewives             | Donna                       | episode: Everybody Says Don't                                       |
| 2006      | Two and a Half Men               | gevangenisdirectrice        | episode: Golly Moses, She's a Muffin                                |
| 2006      | Everwood                         | Mary                        | episode: The Land of Confusion                                      |
| 2007      | NCIS                             | Dee Dee Chesney             | episode: Dead Man Walking                                           |
| 2007      | The War at Home                  | P.E. Teacher                | episode: The Graduate                                               |
| 2007      | Cold Case                        | Maggie Lafferty             | episode: Justice                                                    |
| 2007      | American Dad!                    | (stem)                      | episode: Black Mystery Month                                        |
| 2008      | American Dad!                    | opzichter (stem)            | episode: The One That Got Away                                      |
| 2008      | 'Til Death                       | Sammy                       | episode: Sob Story                                                  |
| 2008      | Ben 10: Alien Force              | DNAlien #1 / Edna (stem)    | episode: Max Out                                                    |
| 2008      | According to Jim                 | Mo                          | episode: Cabin Boys                                                 |
| 2008-2009 | Days of our Lives                | Hilda Van Beno              | 9 episodes                                                          |
| 2009      | Batman: The Brave and the Bold   | Big Barda (stem)            | episode: The Last Bat on Earth!                                     |
| 2010      | Scooby-Doo! Abracadabra-Doo      | Ms. Alma Rumblebuns (stem)  | video                                                               |
| 2010      | Crafty                           | Leslie Lawford              | episode: Don't Tell Mom the Babysitter's Baked                      |
| 2010      | Good Luck Charlie                | Mad Dog                     | episode: Charlie Is 1                                               |
| 2011      | Wizards of Waverly Place         | Coach Penny                 | episode: Everything's Rosie for Justin                              |
| 2012      | Young Justice: Invasion          | Devastation (stem)          | episode: Beneath                                                    |